# Viscountess Bury
Die Viscountess Bury war ein elektrisch angetriebenes Boot. Sie wurde von Moritz Immisch und William Keppel, Viscount Bury, geplant und von einem Bootsbauer in Chiswick konstruiert, gebaut und 1888 abgeliefert.

## Geschichte
Moritz Immisch, ein deutschstämmiger Elektroingenieur, und William Keppel, Viscount Bury (ab 1891 7. Earl of Albemarle), Vorsitzender der Westminster Elektro-Traktion Co., gründeten eine Firma zur Entwicklung und zum Bau von elektrisch angetriebenen Straßenbahnen, Zügen und Schiffen. Hintergrund war die Verwertung des Patentes für Elektromotoren, das Immisch erteilt wurde. Der Bootsbaubetrieb Sargeant & Co. in Chiswick erhielt von dieser Firma den Auftrag, ein großes, elektrisch angetriebenes Boot zu bauen, das nach der Gattin des Viscount Bury, Sophia Keppel, Viscountess Bury († 1917), den Namen Viscountess Bury erhielt.
Die Viscountess Bury wurde am 8. Oktober 1888 abgeliefert und zählte seinerzeit zu den größten elektrisch betriebenen Booten. Sie war der Vorgänger einer großen Flotte von 23 Elektrobooten, die nach der Ablieferung auf der Themse von der Moritz-Immisch Electric Launch Co. zur Vermietung eingesetzt wurden. Dazu wurden im Flussverlauf mehrere Ladestationen gebaut und betrieben. Eine Karte der Themse aus dem Jahr 1893 zeigt zwischen Kew (Strand-on-the-Green) und Caversham acht Ladestationen für Elektroboote. 1902 gab es über 20 Ladestationen an Land und zwei schwimmende Ladestationen.
Zwischen 1889 und 1896 fuhr die Viscountess Bury in Charter des Prince of Wales, dem späteren König Edward VII. Danach wurde das Boot auf der oberen Themse bis 1909 im regelmäßigen Passagierverkehr eingesetzt.
In dem Register wurde die Viscountess Bury bis 1909 als Elektroboot geführt. Danach wurde sie mit einem Benzinmotor ausgestattet. 1910 wurde sie von H. C. Banham, Bootsbauer in Cambridge, übernommen und nach King’s Lynn überführt. Hier war sie viele Jahre zwischen Cambridge, Clayhithe, Ely und Denver in verschiedenen Funktionen als öffentliches Verkehrsboot, schwimmendes Restaurant und privates Charterschiff im Einsatz. 1972 erfolgte eine umfangreiche Überholung. Der Rumpf wurde weiß gestrichen, sie bekam neue Vordächer und Markisen und einen 50-PS-Diesel-Motor. Im Jahr 1988 feierte die Viscountess Bury als das älteste hölzerne Passagierschiff in Großbritannien ihre Hundertjahrfeier. Um 2000 wurde sie an die River Board Yard in Roswell Pits gebracht, wo sie für die anstehende Renovierung besichtigt und analysiert wurde. Trotz Bemühungen von verschiedenen Personen und der Electric Boat Association sie zu erhalten, wurde sie im Jahr 2005 verschrottet.

## Beschreibung
Die Viscountess Bury war rund 20 Meter lang, 3 Meter breit, hatte mit einem Tiefgang von 0,35 Meter eine Vermessung von rund 12 GT und konnte bis zu 80 Passagiere befördern. Zum Antrieb der zwei Propeller dienten anfangs zwei E-Motoren mit einer Nenndrehzahl von 600/min (nach anderer Quelle 1700/min) und Nennleistung von rund 7 kW (nach anderer Quelle 9 kW), die von Akkus der Electric Power Storage Company mit insgesamt 200 Akkumulatorzellen gespeist wurden. Damit lief das Schiff maximal 13 Knoten oder in Dauerfahrt rund 5 Knoten für etwa 10 Stunden. Je nach Spannung (65, 95 und 120 Volt) stellte sich eine Leistung von 1,5 bis 12 PS ein.
Die im Hinterschiff angeordneten Akkus wurden von dampfgetriebenen Generatoren über Nacht geladen, die sich auf einer eigenen, 24 Meter langen Stromerzeugungsbarge befanden, da es noch keine öffentliche Stromversorgung gab.